# Syndrome de Sotos
Le syndrome de Sotos est une affection autosomale récessive rare caractérisée par une croissance excessive surtout durant les 2-3 premières années de vie. Cette pathologie de la croissance associe :
- Une croissance physique excessive,
- Des caractéristiques faciales,
- Des difficultés d'apprentissage,
- Une accélération de la maturation osseuse.

## Description
Le syndrome de Sotos est une affection génétique rare caractérisée par une croissance physique excessive pendant les 2 ou 3 premières années de vie avec avance de l'âge osseux. La taille et le poids tendent à se normaliser pendant l'enfance et à l'âge adulte. En moyenne, cette normalisation est plus marquée chez les filles, probablement en raison de leur puberté plus précoce. Le syndrome peut inclure également un léger retard psychomoteur, une hypotonie et des difficultés de langage. Le sujets peuvent également présenter le trouble du spectre de l'autisme.
Les enfants avec un syndrome de Sotos ont tendance à être grands et gros dès la naissance et ont une tête plus grosse que ne le voudrait leur âge. Les symptômes sont variables et incluent une tête disproportionnée en longueur et en largeur avec un front bombé, de grandes mains et de grands pieds, un hypertélorisme et des fentes palpébrales antimongoloïdes. Les enfants peuvent être maladroits, agressifs ou irritables. Bien que la plupart des cas soient isolés, des cas familiaux ont été décrits.

## Diagnostic

### Clinique

#### Caractéristiques majeures
Caractéristiques faciales
Pour le cas de sotos NSD1 :
- Face étroite et allongée avec un menton semblable
- Hypertélorisme
- Front large et bombé
- Cheveux clairs et parsemés
- Fentes palpébrales antimongoloïdes

Croissance physique
- La taille et le périmètre crânien dépassent de deux dérivations standards par rapport au courbe de croissance. Cette sur-croissance est surtout évidente à la naissance et la taille se normalise avec la croissance. Le périmètre crânien garde toujours un excès de croissance[4]

Difficulté d'apprentissage

- Retard de développement aggravé par l'hypotonie musculaire et des problèmes de coordination des mouvements[4]

#### Caractéristiques mineures
- Hypotonie, ictère néonatal
- Scoliose, cyphose
- Épilepsie
- Cardiopathie
- Trouble de l'audition
- Strabisme, nystagmus

### Génétique
Un des gènes en cause est NSD1 (de l'anglais : Nuclear receptor-binding Su-var, Enhancer of zeste and trithorax Domain protein 1), localisé en 5q35. Les mutations identifiées sont des haplo-insuffisances -délétion ou mutation-.
Le diagnostic reste sur des critères cliniques d'où les cas de "Sotos clinique" sans découverte de gène, il existe une population Sotos non NSD1 tel que Syndrome de Malan -gène NFIX- Syndrome de Tatton-Brown-Rahman -gène APC2- ou sotos like (Syndrome de Luscan-Lumish) -gène SEDT2-
Les tests génétiques utilisés pour le diagnostic dépendent de la population étudiée :
- Le séquençage est positif chez 70 % de la population non japonaise et chez 10 % de la population japonaise ;
- Le FISH est positif chez 10 % de la population non japonaise et chez 50 % de la population japonaise.

Le syndrome de Sotos se transmet sur le mode autosomique dominant dans les rares cas familiaux associés à NSD1. Un conseil génétique doit être proposé aux parents atteints, les informant du risque de 50 % de transmettre le syndrome à chaque grossesse. La grande majorité des patients sont porteurs de mutations de novo ; le risque de récurrence est alors très faible.

### Prise en charge et traitement
Il n'existe aucun traitement spécifique sauf pour les symptômes secondaires (épilepsie, TDA, scoliose, etc). La prise en charge repose sur une approche multidisciplinaire.

### Pronostic
Le spectre de déficience intellectuelle étant large, certains patients sont parfaitement autonomes alors que d'autres ne le sont pas du tout. 

## Diagnostic différentiel
- Syndrome de Weaver